# 小瑟尔克
小瑟尔克是奥地利施蒂利亚州利岑县的一个市镇。总面积132.29平方公里，总人口611人，人口密度4.6人/平方公里（2005年）。